# Corrales (ort i Colombia, Boyacá, lat 5,83, long -72,84)
Corrales är en ort i Colombia.   Den ligger i departementet Boyacá, i den centrala delen av landet, 190 km nordost om huvudstaden Bogotá. Corrales ligger 2 390 meter över havet och antalet invånare är 1 561.
Terrängen runt Corrales är kuperad åt sydväst, men åt nordost är den bergig. Corrales ligger nere i en dal. Runt Corrales är det ganska glesbefolkat, med 30 invånare per kvadratkilometer. Närmaste större samhälle är Sogamoso, 16,2 km sydväst om Corrales. Trakten runt Corrales består i huvudsak av gräsmarker.